# インターナショナル・シックス・デイズ・エンデューロ

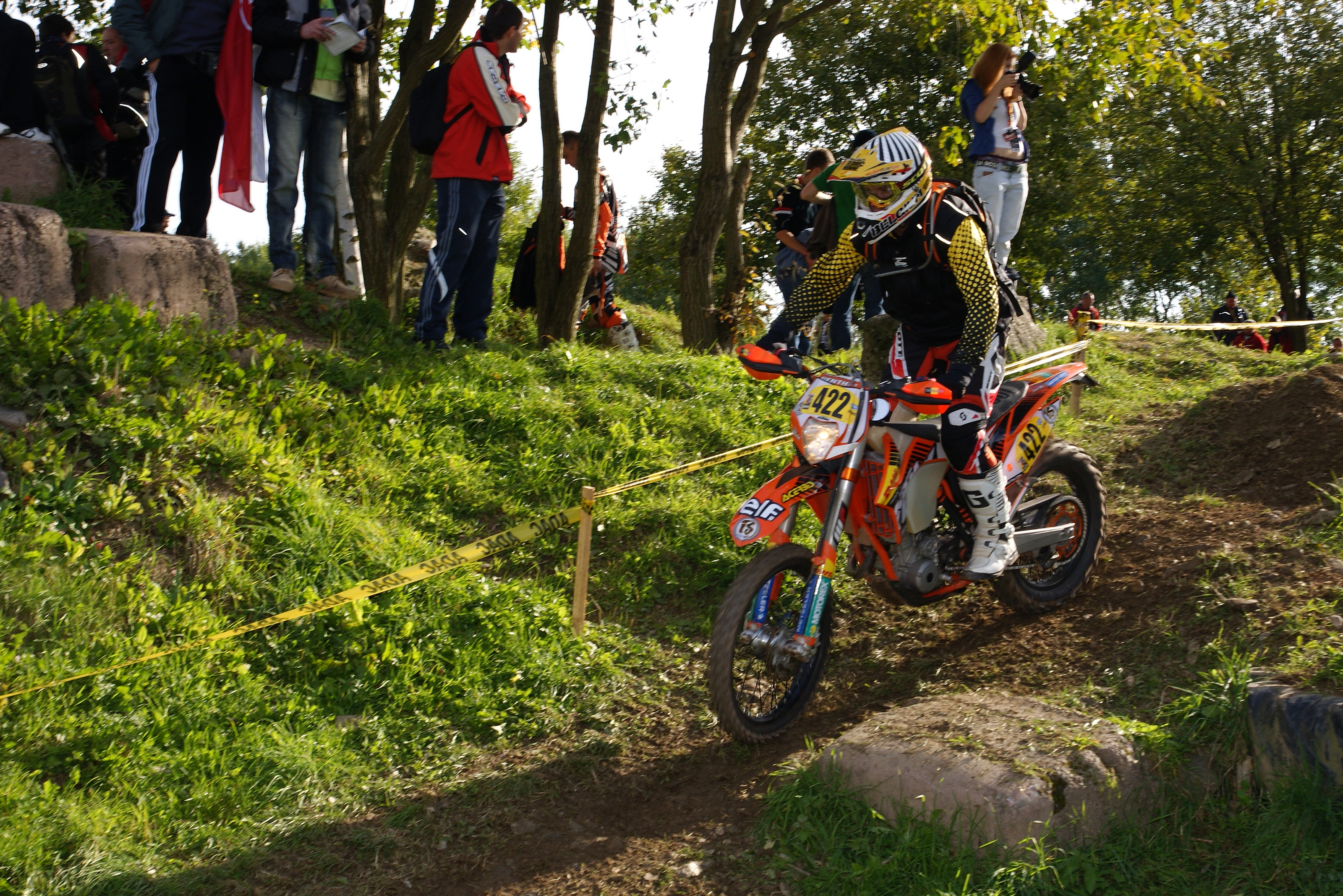
2012年大会

インターナショナル・シックス・デイズ・エンデューロ（International Six Days Enduro）は、二輪オートバイで開催されるエンデューロの国際大会。略称の『ISDE』もしくは『6DAYS』で知られる。

## 概要
SSDT（スコティッシュ・シックス・デイズ・トライアル）とともに、現在するオートバイ競技で最も古いイベントの一つである。開催国は年によって異なるが、毎年秋に開催され、600～700名のライダーが金メダルを目指して戦う。国別対抗戦の形式を取っており、「エンデューロ（またはモーターサイクル）のオリンピック」とも呼ばれる。
初開催から1980年まではインターナショナル・シックス・デイズ・トライアル（International Six Days Trial、略称：ISDT）という名称で開催されていた。以前は300kmを超える距離を一日に走行していたが、参加台数の増加により運営上の都合で距離が短縮され、現在は200km台半ば程度となっている。
ダカール・ラリーで優秀な成績を残すライダーは、各イベント2日間開催のエンデューロ世界選手権（EnduroGP）よりも、ISDEで優秀な成績を残している場合が多い。

### レギュレーション
※データは2021年時点。
マシンはFIMのカテゴリーⅠ、グループA1、カテゴリーⅡ、グループCに属する全ての二輪モーターサイクルがエントリー可能で、エンジンの排気量やストローク数によって、エンデューロ世界選手権でも用いられているEnduro1/Enduro2/Enduro3の各クラスにに分類される。
花形の「ワールド・トロフィー」の他に、23歳以下の「ジュニア・ワールド・トロフィー」、女性用の「ウーマン・ワールド・トロフィー」、アマチュアも多く参戦する「クラブ・チームズ・アワード」、同じバイクメーカーのブランドを用いるライダーが3人指名されて争う「マニュファクチャラーズ・チーム・アワード」も存在する。ワールド・トロフィーは4人一組、それ以外はいずれも3人一組となる。ワールド、ジュニア、ウーマンはいずれも各国FMN（日本でいうMFJ）が推薦する1チームのみがエントリーできる。チームを組まず、1人での個人参加をすることもできる。
ワールド・トロフィーとしてエントリーするチームは、ジュニアとの同時エントリーはできない。またワールド・トロフィーはE1/E2/E3の最低3クラス、ジュニア・トロフィーは最低2クラスにエントリーできるようマシンを選ぶ必要がある。
各チーム上位3人の合計タイムが最速のチームを競い、上記の各トロフィー及びアワードの1位から3位までがメダルを授与される。また成績とは別に、FIMのレース運営が決める敢闘賞として、ベスト・パフォーマンスを尽くした1チームに「ワトリング・トロフィー」が授与される。
ワールド・トロフィーとジュニア・ワールド・トロフィーが「カテゴリ1」、ウーマン・ワールド・トロフィーが「カテゴリ2」、クラブ・チームと個人が「カテゴリ3」にそれぞれ区分され、走行順の整理や個人の表彰に用いられる。個人成績の表彰は相対評価方式で、各カテゴリの最速者のタイムに対して10%以内のタイムの者全員が金メダル、25%以内が銀メダル、運営の指定した制限時間以内の完走であれば銅メダルがそれぞれ与えられることになっている。またカテゴリ1のE1/E2/E3とカテゴリ3のC1/C2/C3（いずれもEnduro1/2/3によりクラス分けされる）の各クラスの最速、並びに全カテゴリの女子で最速の個人も表彰の対象となる。
タイム計測区間となるスペシャルテストは、比較的平坦な地形で行われる「クロステスト」、斜面や岩場などのテクニカルなセクションを用いる「エンデューロテスト」、最終日にモトクロスやスーパーモタードのコースと形式でレースし雌雄を決する「ファイナルクロステスト」（レギュレーション上の呼称は「ファイナルテスト」）がある。近年流行のトライアル色の強いステージは少ない。1日の競技時間の合計は7時間以内と定められている。
整備はその日の競技スタート前10分間と、競技終了後の15分間だけが認められている。メカニックにできるのは工具の受け渡しや準備程度で、基本的にはライダー本人が自分の手でタイヤ・エアクリーナー・オイルなどの交換や給油を早急に行わなければならない。
ウーマン・トロフィーとクラブ・チーム・アワードに限り、リタイアしたライダーでも1度のみ、3時間のペナルティを受けることで復活が可能である。

## 沿革

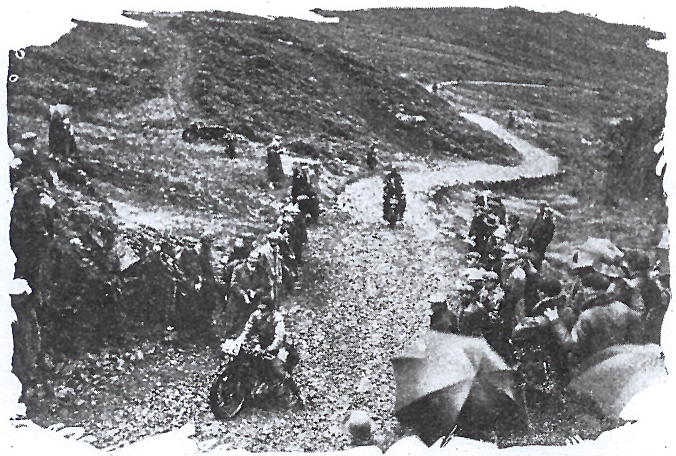
1927年大会の様子

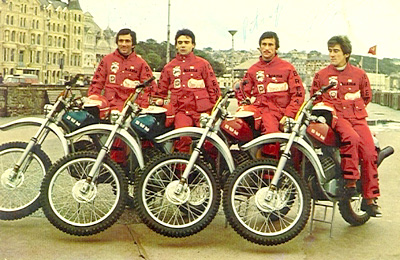
1975年のイタリアチーム

1913年、当時すでにスコティッシュ・シックス・デイズ・トライアル（SSDT）の誕生していたイギリスにて初開催。当時は3人一組だった。この頃の「トライアル」はバイクの耐久試験という名目が前面に打ち出されており、フルブレーキングの制動距離でポイントが与えられるという「ブレーキテスト」も存在した。
当初はライダーのみならず、マシンもその国で製造されたものを用いなければならず、この賞典は「シルバー・ヴァーズ（銀色の花瓶）」と呼ばれた。その後どの国のオートバイでも参戦できる、「ワールド・トロフィー」が誕生している。1962年には敢闘賞に相当する「ワトリング・トロフィー」も創設されている。
ワールド・トロフィーではイギリスが16連勝、シルバー・ヴァーズではチェコスロヴァキアが17連勝という一強時代が続いた。また1950～1970年代の30年は、東ドイツとチェコスロヴァキアが制圧していた。
東ドイツで開催された1964年大会ではアメリカチームが初めて参戦。そのメンバーの中に俳優として有名なスティーブ・マックィーンもいた。
1973年のアメリカ開催が初めての欧州以外での開催となり、その後中南米やオセアニアでも開催された。1985年にオートバイのブランドをチームで統一する必要がなくなり、チームも6人一組になった。
1980年～1990年代はエドワード・ロジャックやジェフ・ワードを擁するアメリカ、1996年から2011年はエンデューロ史上最強のユハ・サルミネンを筆頭としたフィンランドが時代を築いた。
2007年に3人一組で争う女子トロフィーが誕生した。2013年にイベント100周年を迎えた。
従来ワールド・トロフィーを争うのは6人、ジュニア・トロフィーも4人だったが、コストを抑えて参戦のハードルを下げるため2016年からワールド・トロフィーは4人に、ジュニアは3人に削減された。
日本勢としては西山俊樹が1971年に個人として初出場し、その後も続けて通算10回エントリーした。ワールド・トロフィーを争うチームとしては2006年のニュージーランド大会でワールド・トロフィー・チームが初参戦。資金の問題が重く、2011〜2016年と2020年以降は参戦できていないが、2019年に釘村忠（ホンダ）が骨折を喫しながらも、日本人としては初となる金メダルを獲得し、日本チームとしても過去最高の13位となった。また2002年大会で中嶋宏明を代表とする日本のクラブチームが、2008年大会で日本のワールドトロフィーチームがそれぞれワトリング・トロフィーを授与されている。

### 議論を呼んだイベント
歴史が長いだけに、判定を巡った諍いもしばし起きている。1954年英国大会で逆走したチェコのライダーとイギリスのライダーが接触し、後者がリタイアに追い込まれた。しかしチェコは運営のルート表示が不適切であったと主張し、ペナルティポイントは減点され、競技の末にチェコがワールド・トロフィーを得た。しかしイギリスはきちんとルート通りに走っていたこともあり、ルートを適切に完走したとは言えない上にライバルに深刻なダメージを与えたにもかかわらず優勝できたという結果は疑問を残した。イギリスは2022年に優勝するまで、この前年の1953年が最後の優勝となっていた。
また2015年スロヴァキア大会は現地ではフランスが優勝とされたが、3日目に危険な逆走により失格となった7人の中にフランスチームの3人がいた。5日目に暫定的に復帰が認められての優勝だったが、現地では本当の勝者はオーストラリアであるという雰囲気が漂っていた、控訴によって2か月後に裁定が覆り、オーストラリアの優勝となった。この年オーストラリアはジュニア・女性クラスでも優勝しており、2012年ドイツ大会のフランスチーム以来史上2度目となる3クラス全制覇の快挙を達成した。